# 古奧羅尼
古奧羅尼（西班牙語：Guoroní），是巴拿馬的城鎮，位於該國西北部，由恩戈貝-布格雷特區的坎金圖區負責管轄，面積387.4平方公里，海拔高度252米，2010年人口2,647，人口密度每平方公里6.8人。